# Ye (album)
Ye (viết cường điệu là ye) là Album phòng thu thứ tám bởi nghệ sĩ hip hop và nhà sản xuất người Mỹ Kanye West. Nó được phát hành vào ngày 1 tháng 6 năm 2018 bởi GOOD Music và Def Jam Recordings. Sau cuộc tranh cãi xung quanh quan điểm chính trị của mình, West đã làm lại album và hoàn thành nó trong vòng hai tuần tại Wyoming. Album có giọng hát khách mời của Ty Dolla Sign, PartyNextDoor, Kid Cudi, Jeremih, 070 Shake, Charlie Wilson, Nicki Minaj và những người khác. West sản xuất toàn bộ album, với sự trợ giúp của Mike Dean, người đóng vai trò là một nhà sản xuất đồng điều hành, cũng như Francis and the Lights và Che Pope, cùng với những người khác.